# Istituto poligràfic i Zecca dello Stato
L'Institut Poligràfic i de la Casa de la Moneda de l'Estat (IPZS) és una societat anònima propietat del Ministeri d'Economia i Finances.
Exerceix la funció de garant de la confiança del públic mitjançant el disseny i desenvolupament de solucions integrades en els camps de la seguretat, protecció de la salut, antifalsificació i traçabilitat. La seu social es troba a Roma, al carrer Via Salaria 691, mentre que la seva estructura productiva està distribuïda per tot el territori nacional amb les plantes a Roma, entre les quals es troben l'Officina Carte Valori e Produzioni Tradizionali i l'Establiment Salari, l'Establiment de la Casa de la Moneda al carrer Via Gino Capponi, i la fàbrica de Foggia on es troba la fàbrica de paper, així com la fàbrica de Verrès al Valle d'Aosta.

## Història
Fundada el 1928 com a Impremta de l'Estat amb la llei núm. 2744, del 6 de desembre de 1928, l'Institut Estatal d'Impremta i Casa de la Moneda va assumir la seva denominació actual el 1978, quan va adquirir la Casa de la Moneda segons la llei núm. 154, del 20 d'abril de 1978. Amb la resolució CIPE núm. 59/2002, el Poligrafico es va transformar en una societat anònima amb el Ministeri d'Economia i Finances com a únic accionista el 2002. Reprenent el llegat de l'Officina Governativa delle Carte Valori de Torí, fundada pel llavors ministre d'Economia Quintino Sella amb la llei núm. 2265, del 11 de maig de 1865, el Poligrafico continua sent el proveïdor oficial de documents de seguretat de l'Estat italià, desenvolupant tecnologies cada vegada més sofisticades i solucions integrades.

## Activitats
L'activitat de la companyia es divideix en quatre grans àrees:
- Documents identificatius;
- Lluita contra la falsificació i traçabilitat;
- Acuñació i cadena d'aprovisionament artístic;
- Cadena d'aprovisionament jurídic-administratiu i productes basats en web.

La companyia també es dedica a la impressió de les publicacions oficials de l'Estat, incloent-hi el Butlletí Oficial, i als títols valors de l'Estat, incloent-hi els segells, que són produïts pel Taller de Títols Valors i Producció Tradicional.